# Shorea leptoderma
Shorea leptoderma är en tvåhjärtbladig växtart som beskrevs av Willem Meijer. Shorea leptoderma ingår i släktet Shorea och familjen Dipterocarpaceae. Inga underarter finns listade i Catalogue of Life.